# Губман, Борис Львович
Бори́с Льво́вич Гу́бман (род. 20 декабря 1951, Пермь, СССР) — советский и российский философ

, специалист по философии культуры, истории философии, социальной философии. Доктор философских наук (1983), профессор, заслуженный работник высшей школы Российской Федерации (2002). Почётный профессор Тверского государственного университета. Один из авторов «Большой Российской энциклопедии», «Новой философской энциклопедии» и энциклопедического словаря «Культурология. XX век».

## Биография
Родился 20 декабря 1951 года в г. Перми. Мать, Александра Ивановна, — врач, отец, Лев Борисович — кандидат биологических наук, заведующий кафедрой анатомии и физиологии ТвГУ.
В 1969-1973 годах учился в Калининском государственном университете, который окончил с отличием по специальности «История» с дополнительной специальностью «Английский язык».
В 1973—1977 годах учился в аспирантуре кафедры философии Калининского государственного университета.
В 1977 году в Ленинградском государственном университете защитил диссертацию на соискание учёной степени кандидата философских наук по теме «Принцип объективности познания и его роль в историческом исследовании» (специальность 09.00.01 — диалектический и исторический материализм)
В 1980—1982 годах учился в докторантуре Института философии АН СССР.
В 1983 году в Институте философии АН СССР защитил диссертацию на соискание учёной степени доктора философских наук «Критика неотомистской концепции духовной культуры» (специальность 09.00.03 — история философии).
В 1982 году — ассистент, в 1982-1987 годах — доцент, В 1988-1989 годах — профессор кафедры философии, с 1989 года по настоящее время — профессор и заведующий кафедрой философии и теории культуры Тверского (Калининского) государственного университета.
С 1992 года — профессор Восточно-Вашингтонского университета.
В 1996—2001 совместно с Е. П. Беренштейном и О. В. Строгановой перевел с английского языка пятитомный труд Г. В. Вернадского «История России»
Стажировался, учился и работал в США, Великобритании, Франции, Венгрии, Израиле, в том числе был экспертом Международного института образования (Фонд Форда).
Под научным руководством защищено свыше 55 кандидатских диссертаций. Автор свыше 300 работ, включая 8 монографий. Работы Б. Л. Губмана опубликованы в США, Великобритании, Италии, Испании, Франции, Германии, Румынии, Израиле, Индии.

## Сфера научных интересов
- Западная философия культуры XX века
- Современная западная философия истории
- Философия культуры
- Сравнительный анализ русской и западной философии XIX—XX вв.
- Политическая философия

## Общественная деятельность
- Член Академии Социальных Наук РФ.
- Советник Международной Ассоциации Работников Образования за Мир (ООН, ЮНИСЕФ и ЮНЕСКО).
- Грантодержатель Фонда Д. Сороса и ЮСИСа, почетный стажер-исследователь Школы Славянских и Восточно-Европейских исследований Лондонского университета.
- Грантодержатель Министерства высшего и специального образования РФ.
- Председатель Тверского отделения российско-американской Ассоциации «Профессионалы за сотрудничество».
- Член Политического Консультативного Совета при губернаторе Тверской области.
- Член Президиума Тверского отделения Российского Фонда Культуры.
- Эксперт РГНФ (г. Москва)
- Член редколлегии серии «Лики культуры» издательства «РОССПЭН» и журналов «Вестник ТвГУ. Серия Философия» (главный редактор), «Философия и культура» (Москва), «Эдип» (Москва), «Российского журнала коммуникации» (США), «Международного журнала коммуникации» (Индия), «В поисках мудрости» (США).
- Председатель Тверского отделения Кантовского общества России.

## Научные труды

### Монографии
- Губман Б. Л. Кризис современного неотомизма: Критика неотомистских концепций Ж. Маритена. — М.: Высшая школа, 1983. — 143 с.
- Губман Б. Л. Человек и история в современной католической философии. — М.: Высшая школа, 1988. — 190 с.
- Губман Б. Л. Смысл истории. Очерк современных западных концепций. — М.: Наука, 1991. — 192 с. (История и современность). ISBN 5-02-008109-4
- Губман Б. Л. Введение в философию культуры. — Тверь: ТвГУ, 1995. — 197 с.
- Губман Б. Л. Западная философия культуры XX века. — Тверь: Леан, 1997. — 288 с.
- Губман Б. Л. Россия и Европа в философии русской истории. / М-во общ. и проф. образования Рос. Федерации и др. — Тверь: ТвГУ, 1997. — 112 с. ISBN 5-7609-0083-8
- Губман Б. Л. Современная философия культуры. — М.: РОССПЭН, 2005. — 536 с. (Humanitas) ISBN 5-8243-0598-6
- Коммуникативный универсум духовной культуры / М. Н. Эпштейн, В. А. Бажанов, Б. Л. Губман, С. Н. Гавров, И. Э. Клюканов, Е. Б. Рашковский, И. Семецки, В. В. Томашов, Г. Л. Тульчинский. — М.: РосНОУ, 2015. — 288 с. ISBN 978-5-89789-104-7

### Учебные пособия
- Губман Б. Л. Современная католическая философия: человек и история: учебное пособие для философских факультетов государственных университетов. — М.: Высшая школа, 1988. — 190 с.
- Губман Б. Л. Введение в философию культуры: Учеб. пособие / Твер. гос. ун-т, Акад. соц. наук Рос. Федерации. — Тверь: ТГУ, 1995. — 197 с. ISBN 5-7609-0036-6
- Губман Б. Л. Западная философия культуры XX века: Учеб. пособие для вузов. — Тверь: Изд. фирма «ЛЕАН», 1997. — 287 с. ISBN 5-85929-008-X

### Энциклопедии
Большая Российская энциклопедия
- Тейяр де Шарден, Пьер : [арх. 19 октября 2022] / Губман Б. Л. // Социальное партнёрство — Телевидение [Электронный ресурс]. — 2016. — С. 756—757. — (Большая российская энциклопедия : [в 35 т.] / гл. ред. Ю. С. Осипов ; 2004—2017, т. 31). — ISBN 978-5-85270-368-2.

Культурология. XX век. Энциклопедический словарь
- «Жильсон». // Культурология. XX век. Энциклопедический словарь: в 2 т. Т. 1. СПб. : Университетская книга, 1998, с. 209—210,
- «Искусство» // Культурология. XX век. Энциклопедический словарь: в 2 т. Т. 1. СПб. : Университетская книга, 1998, с. 274—275,
- «Историзм» // Культурология. XX век. Энциклопедический словарь: в 2 т. Т. 1. СПб. : Университетская книга, 1998, с. 277—279,
- «История»// Культурология. XX век. Энциклопедический словарь: в 2 т. Т. 1. СПб. : Университетская книга, 1998, с. 281—282
- «Культурно-историческая монадология» // Культурология. XX век. Энциклопедический словарь: в 2 т. Т. 1. СПб. : Университетская книга, 1998, с. 359—360.
- «Маритен»// Культурология. XX век. Энциклопедический словарь: в 2 т. Т.2. СПб.: Университетская книга, 1998, с.12-13
- «Миф и религия» // Культурология. XX век. Энциклопедический словарь: в 2 т. Т.2. СПб.: Университетская книга, 1998, 53-54,
- «Мораль»// Культурология. XX век. Энциклопедический словарь: в 2 т. Т.2. СПб.: Университетская книга, 1998, 61-62,
- «Наука»// Культурология. XX век. Энциклопедический словарь: в 2 т. Т.2. СПб.: Университетская книга, 1998, 71,
- «Неотомизм»// Культурология. XX век. Энциклопедический словарь: в 2 т. Т.2. СПб.: Университетская книга, 1998, 86-87,
- «Символическое воображение»// Культурология. XX век. Энциклопедический словарь: в 2 т. Т.2. СПб.: Университетская книга, 1998, 210—211,
- «Тойнби»// Культурология. XX век. Энциклопедический словарь: в 2 т. Т.2. СПб.: Университетская книга, 1998, 259—260,
- «Философия»// Культурология. XX век. Энциклопедический словарь: в 2 т. Т.2. СПб.: Университетская книга, 1998, 297—298
- «Ценности» // Культурология. XX век. Энциклопедический словарь: в 2 т. Т.2. СПб.: Университетская книга, 1998, 342—343
- «Экзистенциальная культурфилософия» // Культурология. XX век. Энциклопедический словарь: в 2 т. Т.2. СПб.: Университетская книга, 1998, 378—381.

Новая философская энциклопедия
- Губман Б. Л. Неотомизм // Новая философская энциклопедия / Ин-т философии РАН; Нац. обществ.-науч. фонд; Предс. научно-ред. совета В. С. Стёпин, заместители предс.: А. А. Гусейнов, Г. Ю. Семигин, уч. секр. А. П. Огурцов. — 2-е изд., испр. и допол. — М.: Мысль, 2010. — ISBN 978-5-244-01115-9.

Философы Франции
- М. Гоше // Философы Франции. 2-е изд. / Под ред. И. И. Блауберг. М.: Высшая школа экономики, 2014.
- А. де Бенуа // Философы Франции. 2-е изд. / Под ред. И. И. Блауберг. М.: Высшая школа экономики, 2014.
- Б. Латур // Философы Франции. 2-е изд. / Под ред. И. И. Блауберг. М.: Высшая школа экономики, 2014.
- С. Кофман // Философы Франции. 2-е изд. / Под ред. И. И. Блауберг. М.: Высшая школа экономики, 2014.
- П. Вирильо // Философы Франции. 2-е изд. / Под ред. И. И. Блауберг. М.: Высшая школа экономики, 2014.
- А. де Бенуа // Философы Франции: словарь. Изд. 2-е, испр. и доп. М.-СПб.: Центр гуманитарных инициатив, 2016. С. 49—52.
- П. Вирильо // Философы Франции: словарь. Изд. 2-е, испр. и доп. М.-СПб.: Центр гуманитарных инициатив, 2016. С. 94—98.
- С. Кофман // Философы Франции: словарь. Изд. 2-е, испр. и доп. М.-СПб.: Центр гуманитарных инициатив, 2016. С. 225—227.
- М. Гоше // Философы Франции: словарь. Изд. 2-е, испр. и доп. М.-СПб.: Центр гуманитарных инициатив, 2016. С. 126—128.
- Латур // Философы Франции: словарь. Изд. 2-е, испр. и доп. М.-СПб.: Центр гуманитарных инициатив, 2016. С. 258—261.

### Статьи
на русском языке
- Эпоха постмодерна или пик Нового времени: горизонты культуры будущего. // Горизонты культуры накануне XXI века. Тверь: ТвГУ, 1997. — с. 3-16.
- Наука и антропологический поворот в современной западной религиозной философии // Проблема демаркации науки и теологии. Под ред. И. Т. Касавина. М.: ИФ РАН, 2008.
- Ценностные основания иудео-христианского мировоззрения и философия истории постмодерна // Ценностный дискурс в науках и теологии. М.: ИФ РАН, 2009.
- Гл. Дискуссия о модерне и постмодерне в современной российской философии // Российская постсоветская философия. Опыт самоанализа. Под ред. М. Соболевой. Мюнхен-Берлин, 2009. — 177—192.
- Вера и разум: проект Просвещения и постсекулярная мысль // Экзистенциальный опыт и когнитивные практики в науках и теологии. Под ред. И. Т. Касавина и др. М.: Альфа-М, 2011, 210—217.
- И. Кант и Ж. Деррида о философии в космополитическом смысле // Философские науки. 2011. № 3, с.97-107.
- Конечность человеческого бытия как проблема философии Э. Левинаса и Ж. Деррида. // Философия и культура. 2011. № 4, с. 154—161.
- Глава. Философский универсализм и логика культурных миров: альтернатива универсализма и культурно-исторической обусловленности философского знания // Западная философия конца 20-го-начала 21 вв. Идеи. Проблемы. Тенденции. Под ред. д.ф.н. И. И. Блауберг. М.: ИФ РАН, 2012, с.8-27.
- Наследие П. Тейяра де Шардена: глобальный мир и горизонты ноосферного сознания (Семенова С. Г. Паломник в будущее. Пьер Тейяр де Шарден. СПб.: Русская христианская гуманитарная академия, 2009. — 672 с.) // Историко-философский ежегодник 2012. М.: Канон+, 2012. с. 435—445.
- Глобальный мир: рефлексивные сценарии трансформации модерности // Вестник Тверского государственного университета. 2013. № 1 (Совместно с К. В. Ануфриевой), с. 7-21.
- Исторический опыт и нарратив: Х.-Г. Гадамер и П. Рикер // Вестник Тверского государственного университета. 2013. № 1, с.109-115.
- Наследие И. Канта и антропология Х. Арендт // Спектр антропологических учений. Вып. 5, Под ред. д.ф.н., проф. П. С. Гуревича. М.: ИФ РАН, 2013, с 41-51.
- Гл. 3. Конечность человеческого бытия как проблема философии Э. Левинаса и Ж. Деррида // Спектр антропологических учений. Вып. 4, Под ред. д.ф.н., проф. П. С. Гуревича. М.: ИФ РАН, 2012, 101—117.
- С. Лэш: проект другой модерности // Вестник Тверского государственного университета. Серия «Философия». Вып. 3 (25). 2013. С. 111—123.
- Герменевтика Х.-Г. Гадамера: игра и культура// Вестник Тверского государственного университета. Серия «Философия». Вып. 1. 2014. С. 147—164.
- Исторический опыт и нарратив в философии П. Рикёра // Философские науки. № 4.
- Х.-Г. Гадамер и П. Рикёр: исторический опыт и нарратив // Философия П. Рикёра. Под ред. И. С. Вдовиной. М.: ИФ РАН, 2014.
- Ален Бадью: бытие и событие // Философы 20-21 вв. Под ред. И. С. Вдовиной. М.: ИФ РАН, 2014.

на других языках
- La sindrome eurosiana. // La Nuova Europa[итал.]. № 3, 1995. — pp. 91-99.
- The Enlightenment Problem in G. Fedotov’s Philosophy of History. // Transactions of the Ninth International Congress on the Enlightenment. Oxford: Oxford University Press, 1996. — pp. 115—118.
- Postmodernity as the Climax of Modernity: Horizons of the Cultural Future // Twentieth World Congress of Philosophy. Abstracts. Boston, 1998, p. 83.
- Nietzschean Foundations of Soviet Culture: Beyond Good and Evil. // British Journal for the History of Philosophy[англ.]. Vol. 5, N 1 , 1997. — pp. 175—179.
- The Intercultural Dialogue: A Post-Classical Philosophical Perspective // International Journal of Communication[англ.]. Vol,18. N 1-2. Jan.-Dec., 2008.
- The Intercultural Dialogue : a Post-Classical Philosophical View // Actas del IX Congresso «Cultura Europea». Pamplona : Universidad de Navara, Thoson Reuters, 2009. — p. 255—262.
- A Review. Learning to Live Finally.СССРThe Last Interview. By Jacques Derrida. An Interview with Jean Birnbaum (Houndmills, Basinstoke, Hampshire: Palgrave Macmillan, 2007) // The European Legacy[англ.]. 2009. Vol. 14. N 33. — (p. 345—347)
- E. Levinas and J. Derrida: Philosophy’s Challenge to Power Discourse and Defense of Human Freedom // Cultural Perspectives. 2009. Number 14, pp. 73-87.
- A Review. S.O’Sullivan. Art Encounters Deleuze and Guattari: Thought beyond Representation (Palgrave Macmillan, 2007) // The European Legacy[англ.]. 2010. Vol. 15, N 2, pp. 252—253.
- A Review. Selected Writings by Sarah Cofman. Edited by Thomas Albrecht with Georgia Albrecht and Elizabeth Rottenberg (CA: Press, 2007) // The European Legacy[англ.]. 2010. Vol. 15, N 6, pp. 802—803.
- Philosophical Universalism and Intercultural Dialogue // International Journal of Communication. Vol. 20. N 1-2. Jan-Dec. 2010, p.35-51.
- A Review. Logics of Worlds. Being and Event, 2.СССРBy Alain Badiou. Translated by Alberto Toscano (London, New York: Continuum, 2009). // The European Legacy[англ.]. 2011. N 16.
- A Review. Wittgenstein and Theology. By Tim Labron. (London T&T Clark, 2009), // The European Legacy[англ.]. Vol. 18, N 4. 2013, p. 510—512.
- A Review. Being and Event. By Alain Badiou.Translated by Oliver Feltham (London: Continuum, 2009) // The European Legacy[англ.]. Vol. 18, N 1. 2013, p. 97-99.
- A Review. Re-symbolization of the self: human development and Tarot Hermeneutic. By Inna Semetsky (Sense Publishers, 2012) // Russian Journal of Communication. Volume 5, Issue 2, August 2013, p. 202—204.
- The Challenge of Postmetaphysical Thinking: Philosophical Universalism and Plurality of Cultural Worlds // The 13th International Conference of ISSEI (International Society for the Study of European Ideas) in cooperation with the University of Cyprus. http://hdl.handle.net/10797/6242 -122 Kb, p. 1-19.
- Philosophical Universalism and Plurality of Cultural Worlds // XXIII World Congress of Philosophy. Abstracts. Athens: University of Athens, 2013, p. 259.
- Kant and Derrida on Philosophy in a Cosmopolitan Sense // Proceedings of the XI-th International Kant Congress. Pisa. Bd. 1. Berlin: De Gruyter, 2013, p. 473—484.